# Mann-whitneytoets
De mann-whitneytoets, ook mann-whitney-wilcoxontoets geheten, is een verdelingsvrije statistische toets, om na te gaan of twee onafhankelijke steekproeven uit dezelfde populatie of verdeling komen. De toets, die equivalent is aan de wilcoxontoets, vergelijkt de onderlinge ligging van de steekproefelementen, zodat de waarnemingen van ten minste ordinaal niveau moeten zijn. De toets is oorspronkelijk ontwikkeld door Frank Wilcoxon in 1945 voor steekproeven van gelijke omvang, en in 1947 gegeneraliseerd door Henry Mann en Donald Whitney.

## Voorbeeld
Een landmeter heeft een nieuwe theodoliet gekregen omdat de oude aan vervanging toe is. Het instrument is van hetzelfde merk en van dezelfde uitvoering als het oude. Om na te gaan of de nul-instellingen van de instrumenten gelijk zijn, meet hij met beide instrumenten een aantal keren dezelfde hoogte. Hij doet 10 metingen X met het oude instrument en 12 metingen Y met het nieuwe.
We kunnen ervan uitgaan dat de verdelingen van X en van Y op een verschuiving na aan elkaar gelijk zijn.
De nulhypothese is dat de nul-instellingen dezelfde zijn, dus dat de verdelingen exact aan elkaar gelijk zijn, zonder verschuiving. Als alternatieve hypothese nemen we voor de eenvoud een eenzijdige, namelijk dat het nieuwe instrument systematisch te hoog meet.
Met het oude instrument meet hij achtereenvolgens:
| Instrument X: | 3,0163 | 3,0147 | 3,0175 | 3,0150 | 3,0123 | 3,0169 | 3,0143 | 3,0122 | 3,0154 | 3,0164 |

Met het nieuwe instrument meet hij:
| Instrument Y: | 3,0148 | 3,0146 | 3,0162 | 3,0155 | 3,0153 | 3,0190 | 3,0187 | 3,0167 | 3,0152 | 3,0178 | 3,0177 | 3,0158 |

De uitkomsten rangschikken we naar grootte:
| Rangnummer: | 1      | 2      | 3      | 4      | 5      | 6      | 7      | 8      | 9      | 10     | 11     | 12     |
| ----------- | ------ | ------ | ------ | ------ | ------ | ------ | ------ | ------ | ------ | ------ | ------ | ------ |
| Instrument: | X      | X      | X      | Y      | X      | Y      | X      | Y      | Y      | X      | Y      | Y      |
| Meetwaarde: | 3,0122 | 3,0123 | 3,0143 | 3,0146 | 3,0147 | 3,0148 | 3,0150 | 3,0152 | 3,0153 | 3,0154 | 3,0155 | 3,0158 |

Vervolg tabel:
| 13     | 14     | 15     | 16     | 17     | 18     | 19     | 20     | 21     | 22     |
| ------ | ------ | ------ | ------ | ------ | ------ | ------ | ------ | ------ | ------ |
| Y      | X      | X      | Y      | X      | X      | Y      | Y      | Y      | Y      |
| 3,0162 | 3,0163 | 3,0164 | 3,0167 | 3,0169 | 3,0175 | 3,0177 | 3,0178 | 3,0187 | 3,0190 |
Vervolgens zetten we de metingen uit de tabel op volgorde in een rij:
X X X Y X Y X Y Y X Y Y Y X X Y X X Y Y Y Y
Onder de nulhypothese is voor elke plaats in de rij de kans op een X dezelfde, maar onder de alternatieve hypothese zullen aan het begin van de rij met grotere kans X'en te vinden zijn en aan het eind van de rij Y'en. In het extreme geval dat de metingen als volgt waren:
X X X X X X X X X X Y Y Y Y Y Y Y Y Y Y Y Y
is het duidelijk: het nieuwe instrument geeft systematisch hogere waarden dan het oude. Als we vinden:
Y X Y X Y X Y X Y X Y X Y X Y X Y X Y X Y X
lijkt dit weliswaar een heel bijzondere uitkomst, maar er is geen reden om het nieuwe instrument te wantrouwen.
Wat moeten we concluderen uit de gevonden uitkomst? Op het eerste gezicht lijken de X'en meer naar links en de Y'en meer naar rechts te liggen. Dus bewijs tegen de nulhypothese. Maar is dit resultaat significant? Om dat na te gaan berekent de toetsingsgrootheid U voor elk van de elementen van de ene steekproef, bijvoorbeeld voor de X'en, hoeveel elementen van de andere steekproef, Y, kleiner zijn. In ons geval dus:
U = 0+0+0+1+2+4+7+7+8+8 = 37
Het zal duidelijk zijn dat hoe kleiner U is hoe meer reden er is om de nulhypothese te verwerpen. Maar is onze uitkomst U=37 te klein? Met kansrekening kan de verdeling van U onder de nulhypothese bepaald worden, gebruikmakend van het feit dat als de nulhypothese waar is, alle mogelijke rangschikkingen van de X'en en Y'en even waarschijnlijk zijn. We hoeven deze berekening niet steeds zelf uit te voeren, daarvoor zijn er tabellen.

## Definitie
De twee toevalsvariabelen {\displaystyle X} en {\displaystyle Y} zijn onderling onafhankelijk en continu verdeeld met verdelingsfuncties {\displaystyle F} respectievelijk {\displaystyle G} die op een verschuiving na aan elkaar gelijk zijn. Er geldt:
{\displaystyle G(x)=F(x-a)}.
Van {\displaystyle X} en {\displaystyle Y} zijn aselecte steekproeven {\displaystyle X_{1},\ldots ,X_{m}} en {\displaystyle Y_{1},\ldots ,Y_{n}} en gegeven.
De toetsingsgrootheid {\displaystyle U} van de mann-whitneytoets voor het toetsen van de nulhypothese
{\displaystyle H_{0}:a=0\,}
is gedefinieerd door:
{\displaystyle U=\sum _{i=1}^{m}\sum _{j=1}^{n}S(X_{i},Y_{j})},
waarin {\displaystyle S(X,Y)=1} als {\displaystyle X<Y} en 0 anders. Afhankelijk van de alternatieve hypothese wordt de nulhypothese verworpen voor te kleine, te grote of te kleine en te grote waarden van {\displaystyle U}.
De toetsinggrootheid {\displaystyle U} is eenvoudig gerelateerd aan de toetsinggrootheid {\displaystyle W_{m,n}} van de Wilcoxontoets. Er geldt:
{\displaystyle U=W_{m,n}-{\tfrac {1}{2}}m(m+1)}

## Exacte verdeling
Voor steekproeven met omvang m en n, kan de exacte verdeling van de toetsingsgrootheid U onder de nulhypothese met behulp van combinatoriek gemakkelijk bepaald worden. Voor grotere steekpoeven neemt echter de hoeveelheid rekenwerk flink toe.

## Normale benadering
Voor grotere waarden van de steekproefgroottes {\displaystyle m} en {\displaystyle n} kan een normale benadering toegepast worden. De verwachtingswaarde en de variantie van {\displaystyle U} onder de nulhypothese worden gegeven door:
{\displaystyle \operatorname {E} _{0}U={\tfrac {1}{2}}mn}
{\displaystyle \operatorname {var} _{0}(U)={\tfrac {1}{12}}mn(m+n+1)}